# موس روز
ملعب موس روز هو ملعب متعدد الاستخدامات في مدينة ماكليس فيلد في إنجلترا ولكن الآن معظم ما يقام عليه هي مباريات كرة القدم، وقد تم إنشاءه في عام 1891 وسعته 6335 فرد.